# Morane-Saulnier MS.560
Il Morane-Saulnier MS.560 fu un aereo da turismo con capacità acrobatiche, monomotore, monoposto e monoplano ad ala bassa, sviluppato dall'azienda aeronautica francese Morane-Saulnier negli anni quaranta.
Realizzato in piccolissima serie, venne utilizzato da piloti privati tra cui la francese Andrée Dupeyron che ai suoi comandi stabilì un primato mondiale sulla distanza. Dall'MS.560, sigla che identificava il primo esemplare realizzato, vennero realizzate alcune varianti che differivano tra loro sostanzialmente per il differente propulsore e servì come base di sviluppo per una variante derivata biposto, l'MS.570.

## Storia del progetto
Con la progressiva liberazione del territorio francese del 1944, le principali aziende aeronautiche nazionali intrapresero lo sviluppo di modelli destinati al potenziale mercato dell'aviazione generale. Tra queste la Morane-Saulnier incaricò il proprio ufficio tecnico di elaborare un modello monoposto dalla massa contenuta e in grado di ottenere buone prestazioni generali pur se equipaggiato con un'unità motrice di bassa potenza.
Il risultato fu un velivolo dall'impostazione moderna, monomotore con elica traente caratterizzato dalla cabina di pilotaggio monoposto completamente chiusa, velatura monoplana ad ala bassa nel cui piano alare si inserivano le gambe di forza principali del carrello triciclo anteriore completamente retrattile. Il prototipo, indicato dall'azienda con la sigla MS.560 ed equipaggiato con un motore Train 6D-01, un 4 cilindri in linea raffreddato ad aria in grado di erogare una potenza pari a 75 hp (56 kW), venne portato in volo per la prima volta il 1º settembre 1945.

## Impiego operativo
Nel corso del 1949 un MS.560 venne utilizzato dall'aviatrice francese Andrée Dupeyron per stabilire un nuovo primato mondiale di distanza in linea retta, partendo dalla base aerea di Mont-de-Marsan e percorrendo 5 932 km (3 203 nmi) per atterrare all'aeroporto di Jiwani, nel golfo di Oman vicino a Karachi (Pakistan), in 31 h 23 min di volo.

## Versioni
MS.560
prototipo, equipaggiato con un motore Train 6D-01 da 75 hp (56 kW), realizzato un solo esemplare.
MS.561
variante motorizzata con un Mathis G4-Z da 100 hp (75 kW), un esemplare costruito.
MS.562
variante motorizzata con un Blackburn Cirrus Minor da 100 hp (75 kW).
MS.563
variante motorizzata o con un Mathis G4-Z da 100 hp (75 kW) o con un Walter Minor 4-III.
MS.564
variante del 1949 motorizzata con un Walter Minor 4-III da 100 hp (75 kW), un esemplare costruito.

### Riviste
- (EN) Marc Charriou, New French Personal Planes Mark Revival of Tricolor Industry, in Aviation, vol. 45, n. 5, maggio 1946.